# Dédékpoé
Pour les articles homonymes, voir Tchékpo-Dédékpoè.
Dédékpoé est l'un des cinq arrondissements de la commune de Athiémé dans le département du Mono au Bénin.

## Géographie
Dédékpoé est situé au sud-ouest du Bénin et compte 5 villages que sont Abloganme, Ahoho, Deveme, Madebui et Zedonou.

## Démographie
Selon le recensement de la population de 2013 conduit par l'Institut national de la statistique et de l'analyse économique (INSAE), Dédékpoé compte 4 579 habitants  .